# Područje oko špilje Duboška pazuha
Područje oko špilje Duboška pazuha este o arie protejată (sit de importanță comunitară — SCI) din Croația întinsă pe o suprafață de 3.326 ha, integral pe uscat.

## Localizare
Centrul sitului Područje oko špilje Duboška pazuha este situat la coordonatele 43°07′35″N 17°04′31″E / 43.126332°N 17.075308°E.

## Înființare
Situl Područje oko špilje Duboška pazuha a fost declarat sit de importanță comunitară în iulie 2013 pentru a proteja 2 specii de animale.

## Biodiversitate
Situată în ecoregiunea mediteraneană, aria protejată conține 4 habitate naturale: Peșteri inaccesibile publicului, Pseudostepă cu ierburi și specii anuale de Thero-Brachypodietea, Păduri de Quercus ilex și Quercus rotundifolia, Păduri de pin mediteraneene cu pini mezogeni endemici.
La baza desemnării sitului se află mai multe specii protejate de  mamifere (2): liliac cu aripi lungi (Miniopterus schreibersii), liliac cărămiziu (Myotis emarginatus).
Pe lângă speciile protejate, pe teritoriul sitului au mai fost identificate 5 specii de plante.